# Personnages des Mystérieuses Cités d'or
Cette page présente les différents personnages des Mystérieuses Cités d'or, une série télévisée d’animation franco-japonaise diffusée à partir du 29 juin 1982, ainsi que les personnages de sa suite diffusée à partir de 2012.

## Personnages principaux

### Esteban
Esteban (Etienne en français  et Esteban en espagnol ) est le personnage principal des Mystérieuses Cités d'or. Il porte le même prénom que l'un des enfants présenté dans La Route de l'or (roman qui a inspiré Les Mystérieuses Cités d'Or) et il possède dans le dessin animé son propre thème musical.
Esteban est présumé orphelin. Âgé d'une douzaine d'années, il est hébergé dans la Cathédrale de la ville de Barcelone sous la garde du Père Rodriguez, le supérieur des lieux. Le prêtre est mourant et fait venir l'enfant vers lui afin de lui indiquer, avant de mourir, une partie de son passé jusque là laissée sous silence.
Bébé, il se trouvait sur un navire en perdition avec son propre père, sur les côtes sud-américaines de l'Océan Pacifique, lorsqu'une violente tempête se présenta. Un marin à bord d'un bateau de Magellan vit le père d'Esteban demander de l'aide. Ceinturé d'une corde, il plongea : « Le marin qui s'était jeté à la mer ne put sauver l'homme, mais il ramena le bébé. Le bébé, Esteban, c'était toi… Une fois à bord, Magellan te prit dans ses bras. Et alors, un miracle se produisit. Semblant obéir à ton sourire, la tempête se calma et le Soleil réapparut ».
Ramené à Barcelone, Esteban est depuis ce « miracle » surnommé le « fils du Soleil » car les Barcelonais sont convaincus qu'il possède le pouvoir de faire apparaître l'astre à volonté.
L'enfant n'en est vraiment pas convaincu, pour sa part, et se retrouve avec une forte acrophobie car il est réputé faire apparaître le soleil, placé sur un mat à plusieurs mètres de hauteur dès qu'un navire quitte le port pour se rendre aux Amériques.
Après la mort de l'homme d'église qui l'avait recueilli, l'enfant sans attaches décide de partir vers le Nouveau Monde, tenté par l'aventure. Le navire qui l'emmène aux Amériques se nomme l’Esperanza et fait partie de l’Armada espagnole.
Au cours de son aventure, Esteban rencontrera de nombreux personnages dont Zia et Tao qui sont deux autres enfants de son âge et avec lesquels il deviendra ami.
Esteban possède un « médaillon du Soleil », relique incomplète constituée d'un disque entier et d'un croissant de Lune. Mendoza possède la partie manquante et c'est avec cette preuve qu'il l'a incité à le rejoindre sur le navire. Par ailleurs, Zia possède elle aussi un médaillon de ce genre et ses deux symboles sont complets.
Esteban se révèle un jeune garçon d'un grand courage, parvenant à surmonter ses peurs à de très nombreuses reprises. D'une grande gentillesse (bien que d'un caractère affirmé) et d'un altruisme à toute épreuve, il pense d'abord aux autres avant de penser à lui. Il tient énormément à ses amis, notamment à Zia. Il considère Mendoza comme une sorte de mentor, ce qui touche ce dernier. Il est sujet au vertige.
Il retrouvera son père, Athanaos, surnommé « le prophète voyageur », sans toutefois, lors de la première saison, avoir une connaissance du lien de parenté qui les unis.

### Zia
Pour les articles homonymes, voir Zia (homonymie).
Zia (Zia en américain et Shia (シア) en japonais) est une jeune fille inca vivant à la cour d'Espagne depuis que Pizarro l'a fait enlever de son village (Puna), quand elle avait sept ans. Comme Esteban, elle détient un « médaillon du soleil ». Quelques années plus tard, Pizarro ramène Zia au Pérou (à bord de l’Esperanza) car elle est la seule à pouvoir déchiffrer le quipu d’or qu'il détient.
Se méfiant initialement, comme Tao, de Mendoza, elle finit cependant par s'attacher à lui, à tel point qu'elle finit par confier le considérer comme un second père. Dans la 4e saison, elle se rapproche fortement d'Esteban et finit par l'embrasser dans l'épisode Le dernier des Atlantes.
Au cours de la quête des cités d'or, elle acquiert des pouvoirs surnaturels : elle communique avec les animaux et ressent les tremblements de terre à l'avance. Après avoir utilisé des couronnes télékinétiques de la cité de Sûndagatt, elle acquiert également le don de faire léviter les objets (sans avoir besoin de couronne).
Zia porte le même prénom que l'un des personnages de La Route de l'or (roman qui a inspiré Mystérieuses Cités d'or). Elle possède son propre thème musical, interprété par Jacques Cardona dans la première saison.

### Tao
Tao (Tao en américain et Tao (タオ) en japonais) s'annonce comme le dernier descendant de l'empire de Mu. Après la mort de son père, il a vécu seul sur les Îles Galapagos jusqu'à sa rencontre avec Esteban, Zia et les marins. Il possède un livre contenant des informations sur Mu. Il est capable de déchiffrer les écritures Mu et atlante. Dans la saison 1, Tao possède un vase qui se révèle être un artéfact de la première cité d'or, permettant d'éviter l'explosion du réacteur solaire des olmèques. À plusieurs reprises, Tao crée des objets qui le sauveront ainsi que ses compagnons.
Dans la saison 2, il est très proche d'Ambrosius mais quand il découvre sa vraie identité dans la saison 3, il est inconsolable. S'il est au départ méfiant vis-à-vis de Mendoza, il finit par lui faire confiance ainsi qu'à Sancho et Pedro. Dans la saison 3, il apprend qu'il est un naacal.
Tao est accompagné de Pichu, un perroquet dont le principal rôle est de donner l'alerte à chaque fois qu'un danger approche. Dans les saisons 2 à 4, son rôle est enrichi.

### Mendoza
Mendoza (Mendoza en américain et Mendosa (メンドーサ) en japonais) est un marin espagnol, un navigateur qui part vers le Nouveau Monde à bord de l’Esperanza à la recherche des légendaires Cités d'or. Au début, il n'est motivé que par l’appât du gain mais, au fil des épisodes, il se prend d'affection pour les enfants, en particulier Esteban puis Zia qu'il finit par considérer en quelque sorte comme sa fille. Il est secondé par Pedro et Sancho. Douze ans auparavant, alors qu'il faisait partie de l'expédition de l'explorateur Magellan, c'est lui qui sauve Esteban de la noyade en plein océan. Dans la 3e saison, son nom complet est révélé comme étant Juan Carlos Mendoza.
Les ennemis de Mendoza sont Gomez et Gaspard (saison 1), puis Zarès (saisons 2 à 4). Dans la saison 3, il rencontre en Inde la fille du docteur Laguerra (saison 1), Isabella Laguerra, dont il tombe amoureux.

### Pedro et Sancho
Pedro et Sancho sont les deux fidèles compagnons de Mendoza. Ils forment le duo comique de la série, commettant bourdes sur bourdes. Ils sont peureux, maladroits, gaffeurs et cupides, parfois au grand dam des enfants et de Mendoza. Pourtant ils finissent par faire preuve de courage et de générosité, que ce soit en prenant d'assaut un fort retranché (saison 3) ou en n'hésitant pas à sacrifier leurs gains pour libérer des esclaves (saison 4).

## Personnages secondaires

### Antagonistes

#### Antagonistes de lapremière saison(1982)

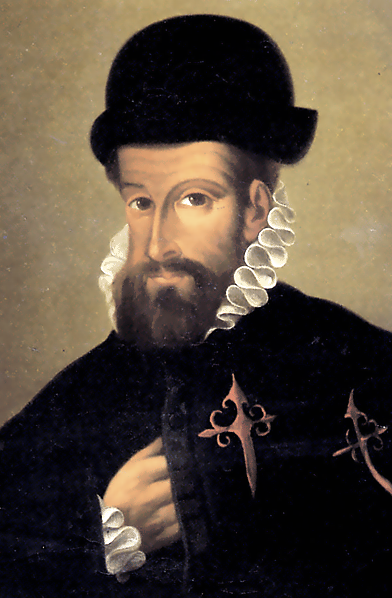
Francisco Pizarro,
représentation du XVIe siècle.

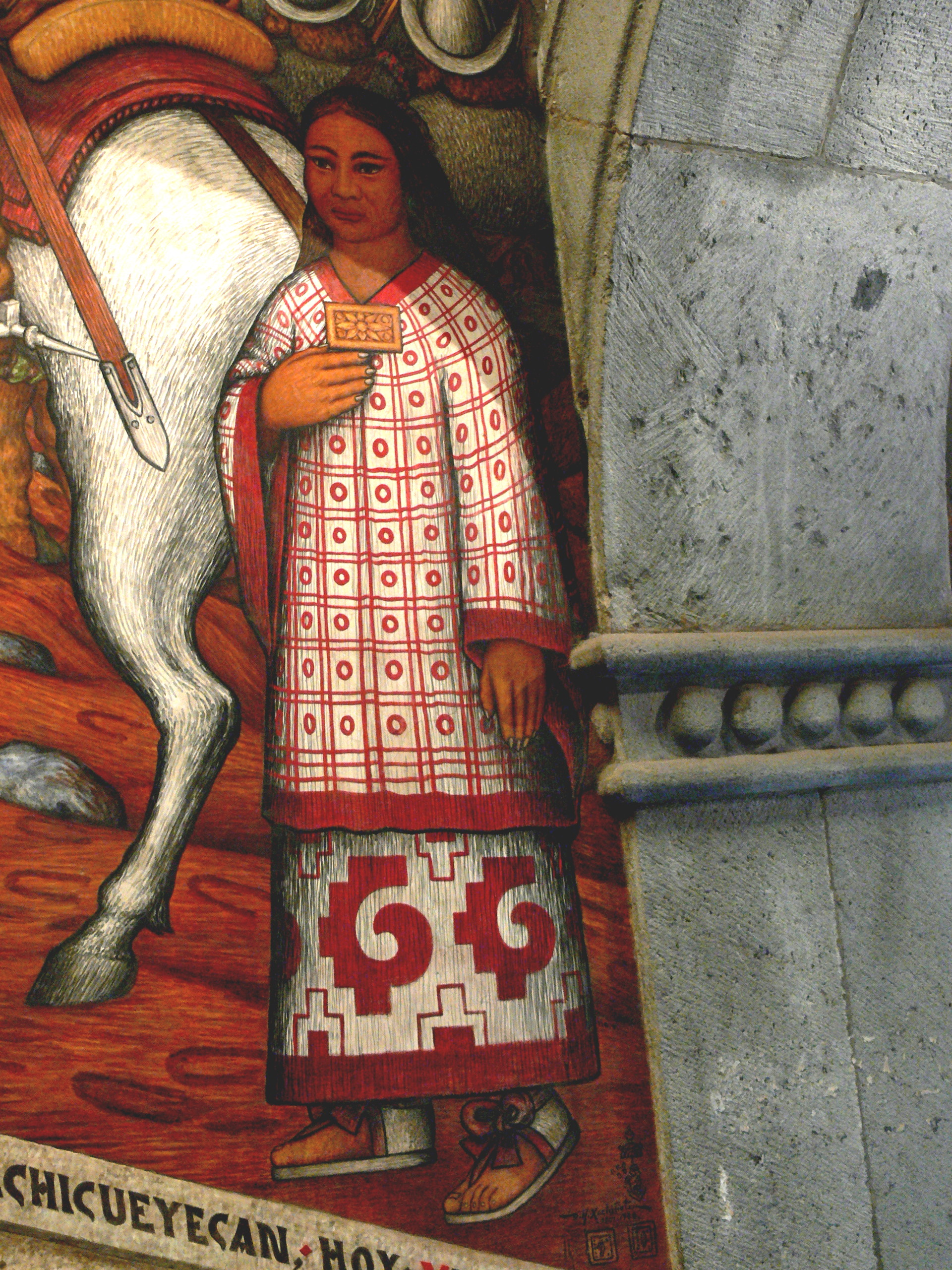
La Malinche,
représentation du XXe siècle.

- Gómez est le commandant espagnol sous les ordres du gouverneur Pizarro. Il est chargé par ce dernier de lui ramener Zia.

Lancé à la poursuite des enfants et soucieux d'échapper à la fureur du gouverneur en cas d'échec, il finit par déserter l'armée des conquistadors après ses revers successifs. Gómez n'en continue pas moins de rechercher les Cités d'or pour son propre compte, toujours assisté de Gaspard. Dans le dernier épisode de la saison 1, il disparaît sous les flots lors du cataclysme détruisant la Cité d'or.
- Gaspard est un capitaine espagnol, initialement au service du gouverneur Pizarro. Il est le fidèle second du commandant Gómez et finit par déserter l'armée espagnole en compagnie de ce dernier. Bretteur bâti comme une armoire à glace, Gaspard est desservi par sa fougue et sa balourdise, traits de caractère qui contrastent avec la finesse et la gravité affichées par Gómez. Les multiples déconvenues du butor occasionnent fréquemment des scènes comiques. Dans le dernier épisode de la saison 1, il disparaît avec Gomez sous les flots lors du cataclysme qui détruit la Cité d'or. A ce moment il est présumé mort.

Cependant Durant la saison 3, on retrouve Gaspard au Japon en tant que membre d'un équipage espagnol. Il croise tout d'abord Mendoza, Pedro et Sancho qui lui disent qu'ils ne sont plus à la recherche des Cités d'or. Mais plus tard, il croise les enfants et comprend que Mendoza a menti. Par la suite, il s'associe avec Ambrosius.
- Pizarro : il s'agit de la transposition dans le dessin animé du personnage historique de Francisco Pizarro, conquérant de l'empire inca. Devenu gouverneur des possessions espagnoles au Pérou, le conquistador place l'or au-dessus de toute autre considération telle que la patrie ou l'honneur. Pizarro ordonne donc à ses hommes de kidnapper Zia à Barcelone puis de la reconduire dans le Nouveau Monde. Basé à Tumbes, le gouverneur souhaite que la jeune fille déchiffre un énigmatique quipu censé indiquer la route conduisant aux cités d'or. De la sorte, Pizarro met involontairement en place les éléments qui mèneront à la quête initiatique des trois enfants. Dans la saison 1, il est le principal ennemi d'Esteban et de ses compagnons lors de leurs aventures au pays inca.
- Marinché : femme d’origine amérindienne, inspirée de la Malinche, maîtresse de Hernán Cortés. Intrigante, avide, manipulatrice et sans scrupules, elle trahit son propre peuple pour s'associer au Docteur et faire fortune. Elle ne lui est pas fidèle car elle révèle en aparté qu'elle prévoit de s'en débarrasser. Elle tente de traduire le manuscrit des anciens mayas pour trouver les Cités d'or. Elle est prête à empoisonner un village entier pour récupérer de l'or et des pierres précieuses. Elle forme une alliance improbable avec les Olmèques pour qu'ils déplacent le Grand Condor à sa place, ignorant alors que ce dernier est capable de voler. Les Olmèques l'accusent avec ses deux compères de trahison et les emprisonnent tous les trois. Ils sont libérés pendant quelques secondes lorsque la porte de leur cellule cède, avant que la Machine volante des Olmèques ne les emporte dans une chute vertigineuse sans qu'ils aient pu trouver les Cités d'or. Ils ne manifestent plus de signe de vie par la suite. Ils sont les seuls antagonistes d'importance en dehors de Pizarro à être absents de l'arc final à la Cité d'or.
- Fernando Laguerra, dit « le Docteur » : Espagnol et ancien compagnon d'armes de Hernán Cortés, conquérant de l'empire aztèque. En tant qu'associé de Marinché, ce médecin est l'un des principaux adversaires des héros durant leurs aventures en pays maya. Il utilise un fouet et un pistolet pour intimider ses adversaires. Il disparaît conjointement avec sa comparse dans la montagne du Bouclier fumant, lors d'un éboulement provoqué par la machine volante des Olmèques. Il est également le père d'Isabella Laguera et l'un des trois fondateurs de l'ordre du sablier (saison 3).
- Teteola : amérindien gigantesque et doté d’une force herculéenne, c'est le fidèle serviteur de Marinché. Il sait manier le tir à l'arc et tirer une lance. Il semble avoir une bonne connaissance de l'environnement. Pendant que Marinché et le Docteur conduisent les Olmèques vers le Grand Condor qu'ils cherchent à récupérer, il travaille péniblement à nettoyer un réservoir d'évacuation. Comme sa maîtresse et le Docteur, il est emprisonné avant de chuter déstabilisé par la machine des Olmèques.

#### Olmèques de lapremière saison(1982)
Dans la version française, l'épisode 30 évoque les Olmèques en tant que descendants de l'empire de Mu tandis que la version japonaise mentionne les Atlantes comme leurs ancêtres. Nous apprenons dans la saison 4 que les Olmèques sont des Atlantes atteints d'une dégénérescence cellulaires due a la cryogénisation de leur corps.
- Ménator : roi centenaire des Olmèques, peuple fictif homonyme de la civilisation Olmèque précolombienne. Malingre, chauve, aux yeux verts et rouges (sclérotique verte et iris rouge) et doté d'oreilles pointues à l'instar de tous ses sujets.

Habitant la Montagne du Bouclier fumant, vieillissants, stériles et en voie d'extinction, les Olmèques cherchent à devenir immortels. Obsédés par leur propre survie, ils transplantent des cellules d'enfants sur des « élus » olmèques conservés selon un procédé de cryogénisation qui empêche tant bien que mal leur sénescence. Toutefois, des pénuries énergétiques condamnent à terme la perpétuation de cette élite. Par conséquent, Ménator se montre prêt à tout pour s'emparer du Grand Héritage, puissante « source d'énergie pareille au cœur de notre soleil », dissimulée dans les Cités d'or. Finalement, le roi des Olmèques atteint son but mais il est mortellement blessé lors de la destruction de sa machine volante par le système de sécurité de la Cité d'or. Avant de succomber à ses blessures, Ménator parvient à regagner sa base et y délivre ses dernières instructions au général Calmèque, afin d'activer le Grand Héritage.
- Calmèque : général impitoyable de l'armée olmèque et bras droit de Ménator. Ses troupes mettent en coupe réglée le pays environnant la Montagne du Bouclier fumant, soumettant les peuples mayas voisins et prélevant parmi eux des esclaves comme la jeune Maïna. Parvenu de force dans la cité d'or, le général repousse violemment l'offre pacifique du grand prêtre en le poignardant puis en s'emparant du Grand Héritage. Il s'interroge ensuite sur le lien entre le Grand Héritage et le vase de Tao. Calmèque déclenche ensuite le réacteur dans la montagne du Bouclier fumant, mais Ménator meurt trop tôt, le laissant sans instruction lorsqu'un incident se produit. Le général devient ainsi l'instrument de l'extinction de son peuple en provoquant l'anéantissement de la base olmèque. Les derniers « élus » olmèques meurent dans leur sommeil tandis que Calmèque lui-même finit enseveli aux côtés du cadavre de son maître.

#### Antagonistes dessaisons 2 à 4(2012-2021)
- Ambrosius / Zarès, de son vrai nom « Ambroise de Sarle » : un alchimiste français. Il possède une "nef" (qu'il a lui-même créé) pouvant voler, une boussole pouvant détecter l'orichalque et le Livre des sept langages rédigé par les anciens de l'empire de Mu. Son but est de découvrir les Cités d'or.

Dans la saison 2, il est proche des enfants mais il essaye secrètement de se débarrasser de Mendoza, Sancho et Pedro en cachant son identité car en réalité il n'est autre que Zarès, l'ennemi juré d'Esteban et ses compagnons.
Personnage énigmatique surnommé « l'Homme sans visage ». Il travaille pour le souverain des Espagnes, Charles Quint depuis plusieurs années et personne ne connaît son véritable visage caché par une capuche. On peut constater qu'il a une force hors du commun: qui s'explique par un exosquelette, une de ses inventions. Zarès est un homme n'ayant aucune pitié et il est prêt à tout pour connaître le secret des Cités d'or allant jusqu'à recourir au meurtre. Certains secrets importants concernant son identité et ses stratagèmes sont révélés aux spectateurs à la fin de la deuxième saison puis aux personnages principaux au début de la saison 3.
Dans la saison 3, il contrôle le fort de Pattala en droguant le Raja qui dirige le fort, et y mène des expériences. En particulier, il essaye de fabriquer des médaillons du Soleil ainsi que des Soleils noirs. Il réussit à s'emparer d'un double médaillon à la fin de la saison.
Il part avec une longueur d'avance dans la saison 4 mais, à la suite d'une alliance malheureuse avec des olmèques, il finit par tout perdre. Dans la dernière partie de la saison 4, il tente par tous les moyens de se venger d'Esteban et ses compagnons ainsi que d'Isabella Laguerra et de Gaspard.
- Isabella Laguerra : fille du docteur Fernando Laguerra (saison 1). Ce personnage apparaît à partir de la saison 3. Elle travaille pour Zarès, mais aide les enfants et également Mendoza à plusieurs reprises. Elle trouve en Mendoza un adversaire à sa taille, dont elle tombe amoureuse. Leur relation, compliquée, se traduit par une complicité marquée. Ils s'avouent leurs sentiments et s'embrassent en fin de la saison 3. Dans la saison 4, on apprend qu'elle est en réalité une espionne de Charles Quint ayant pour mission d'espionner Ambrosius et de ramener le Grand Héritage pour le compte du roi d'Espagne. Elle finit par se détourner de sa mission pour aider nos héros à sauver la Terre du Grand Cataclysme et rester aux côtés de Mendoza.

- Charles Quint : roi des Espagnes et empereur du Saint-Empire romain germanique. Il soutient Zarès dans sa recherche des Cités d'or dont il veut connaître et posséder les secrets pour empêcher son empire de sombrer face à ses ennemis.

### Autres personnages

#### Personnages récurrents (saison 1 à 4)
- Gaspard : rencontré sur l' Esperanza lors de la première saison puis ayant poursuivi les héros tout le long de leur aventure en Amérique, l'ancien homme de main de Pizarro a déserté pour se réfugier au Japon. Il y retrouve Esteban, Zia, Tao et Mendoza, à son plus grand déplaisir. Il a en effet gardé une grande rancœur envers ses anciens ennemis. Il se met au service d'Ambrosius, mais, amoureux d'elle, il suit Laguerra dans ses revirements d'alliances et s'associe avec les héros. A la fin de la saison 4, il devient clairement un personnage positif qui finit même par proposer ses services à Tao pour l'aider à construire un nouvel Ordre du sablier. Ceci en fait le seul antagoniste repenti de la série.
- Athanaos : connu précédemment sous le nom du Prophète voyageur, père d'Esteban, grand prêtre de la première cité d'or (saison 1). Il a vécu en Chine où il a gardé plusieurs amis qu'Esteban et ses compagnons retrouvent sur leur chemin. On apprend qu'il descend des Atlantes. D'abord enlevé par Zarès, il est libéré par les enfants et les marins dans la saison 3. Enfin guéri de sa maladie, il réapparait à la fin de la saison 4.

#### Personnages secondaires de lapremière saison(1982)
- Le père Rodriguez : père supérieur de la cathédrale de Barcelone et parent adoptif d'Esteban, il meurt lors du premier épisode de la série, laissant ainsi le jeune héros sans attaches en Espagne, libre de voguer vers le Nouveau Monde.
- Perez : commandant de l’Esperanza.
- Alvarez : général bedonnant de Pizarro et commandant du fort de Tumbes.
- Waïna et Ketcha : ces deux guerriers incas sauvent les enfants des griffes des Espagnols dans le village de Zia, Puna. Ils les mèneront ensuite au Vieux Pic. Séparés de leurs protégés par l'attaque d'une tribu hostile, on ne sait pas ce qu'ils deviennent.
- Yupanqui : chef du fort de l'Aigle Noir, fort chargé de protéger le Vieux Pic.
- Kraka : cet inca est le chef de la cité du Vieux Pic, cité inspirée par les ruines du Machu Picchu. Ses conseils se révèlent précieux pour les enfants.
- Mayuka : vieux sage de la cité du Vieux Pic qui révèle à Esteban le secret de ses parents. Il a jadis connu le père de Zia.
- Maïna : jeune maya rencontrée alors qu'elle est prisonnière des Olmèques. Elle s'échappe grâce à Mendoza, Esteban, Tao et Zia. Papacamayo est son père adoptif. Elle est présente lorsque Papacamayo fait ses révélations à Zia sur la Cité d'or et les Olmèques.
- Wanacocha (« Viracocha » dans la version française et « Wanacocha » dans les autres versions) : chef du village du Nouveau Soleil, une tribu maya ayant juré de s'opposer aux Olmèques jusqu'à la mort. D'abord réticent à l'encontre de Mendoza et de ses compagnons, il finit par accepter leur aide dans la guerre livrée contre les Olmèques. Il est le fiancé de Maïna.

#### Personnages secondaires de la saison 4
- François Ier : Roi de France vivant dans le Château de Chambord, il se montre de prime abord bienveillant et chaleureux. Cependant, alors qu'il avait fait la promesse à Léonard de Vinci d'accueillir l'Ordre du Sablier sans contrepartie, il finit par dévoiler ses véritables intentions quant au Grand Héritage après avoir pris conscience du danger que celui-ci représente.
- Nostradamus : jeune alchimiste au service de François Ier qui aide les enfants, notamment pour la découverte de la 7e cité d'or.